# Nils Jerring
Nils Erik Alfred Jerring, ursprungligen Jonsson, född 18 maj 1903 i Boxholm, Ekeby församling, Östergötlands län, död 4 december 1966 i Johannes församling i Stockholm, var en svensk skådespelare och regissör. Han var bror till radiomannen och journalisten Sven Jerring.

## Biografi

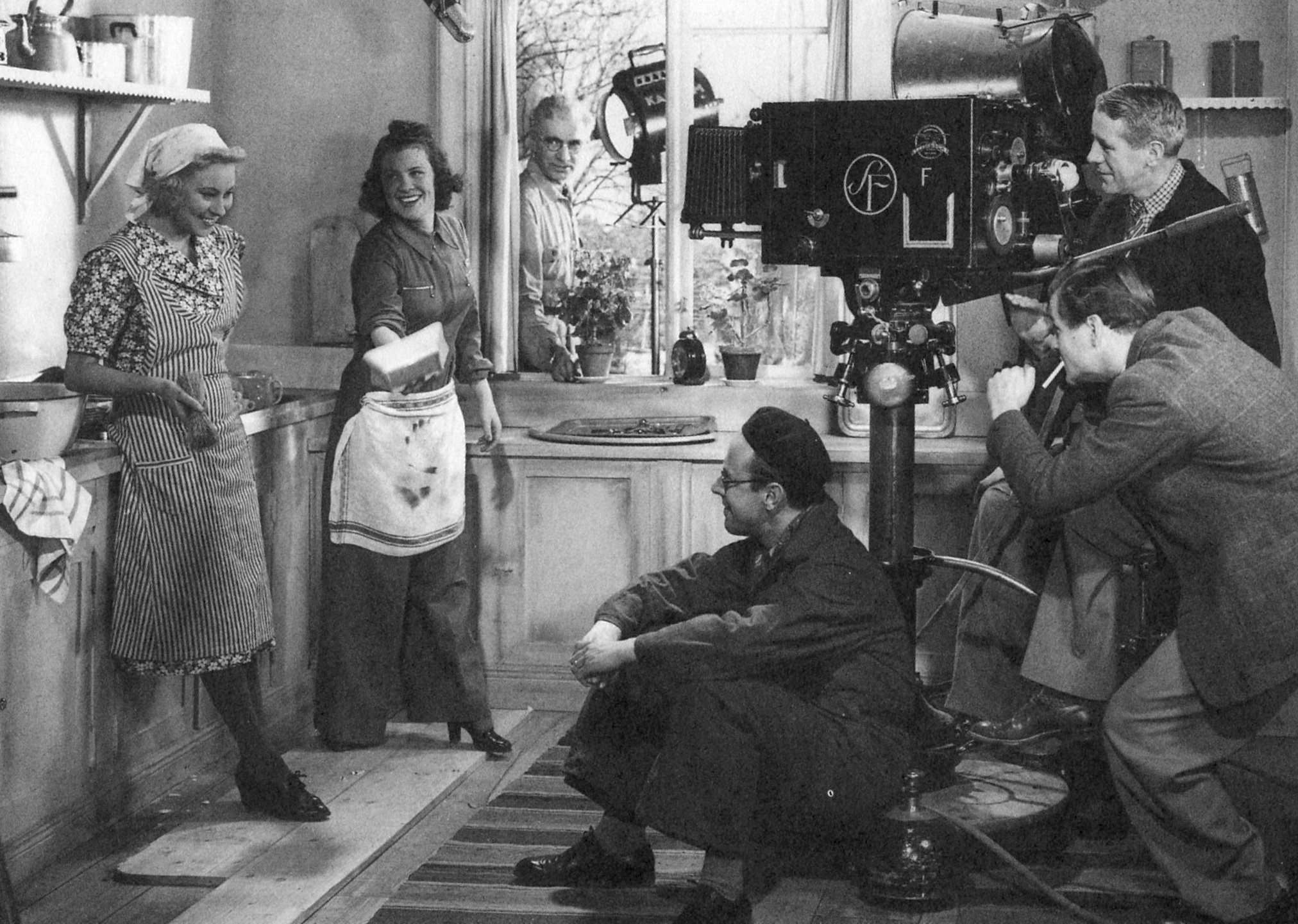
Från inspelningen av Landstormens lilla argbigga på Filmstaden, Solna 1941. Från vänster: Marianne Löfgren, Sickan Carlsson, mannen i fönstret (okänd), Nils Jerring (sittande), George Fant och Julius Jaenzon (stående).

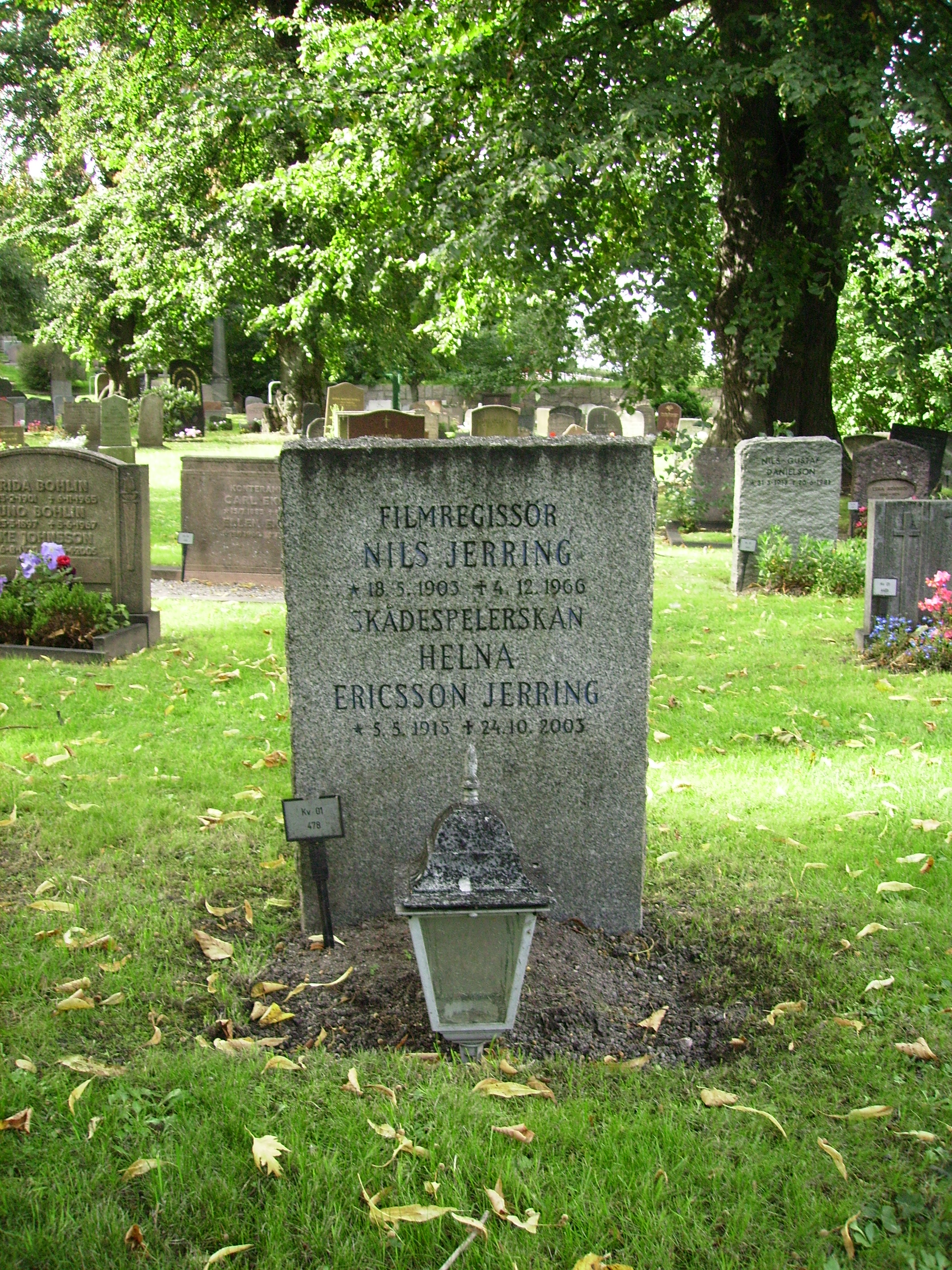
Nils Jerrings gravvård på Galärvarvskyrkogården i Stockholm.

Nils Jerring var son till veterinären Alfred Jonsson och Anna Karlsson.
Jerring anställdes av Svensk filmindustri 1933 som medarbetare i SF-journalen, där han kom att bli en av de flitigaste kortfilmsregissörerna. Hans första film Rosa Horn bjuder på middag hade premiär 1934 och han kom sammanlagt att regissera ett 60-tal kortfilmer. Han skrev också manus till flera av filmerna. Många av Jerrings filmer inleds i ett högt tempo för att sedan avslutas desto lugnare med meditativa miljöbilder. Flera filmer skildrar den svenska industrins övergång från hantverkssamhälle till mekaniserad industri.
Utöver kortfilmerna kom Jerring att regissera flera långfilmer, företrädesevis komedier. Långfilmsdebuten skedde med 1940 års Vi Masthuggspojkar, följd av Stackars Ferdinand 1941. Därefter kom två filmer med Sickan Carlsson i huvudrollen: Landstormens lilla argbigga (1941) och Flickan i fönstret mitt emot (1942). Av dessa kom Landstormens lilla argbigga att bli särskilt framgångsrik. 1943 kom Jerrings enda långfilm som inte är en komedi, Stora skrällen, vilken skildrar Sandöbron-olyckan 1939 då 18 arbetare omkom i ett ras. 1944 gjorde Jerring sin sista långfilm, Hans officiella fästmö, även den med Sickan Carlsson i huvudrollen. Efter den återgick han till att göra kortfilmer, bland annat jubileumsfilmer för svenska storföretag och minnesfilmen Konung Gustaf V in memoriam (1950). Jerring gjorde sin sista kortfilm Ny form av sten 1960, vilken handlade om cement.
Han gifte sig 1939 med skådespelaren vid Dramatiska Teatern Helna Ericsson (1915–2003).

## Filmografi
Kortfilmer ej medtagna
Roller
- 1937 – John Ericsson - segraren vid Hampton Roads
- 1954 – I rök och dans
- 1959 – Bara en kypare

Regi
- 1940 – Vi Masthuggspojkar
- 1941 – Stackars Ferdinand
- 1941 – Landstormens lilla argbigga
- 1942 – Flickan i fönstret mitt emot
- 1943 – Stora skrällen
- 1944 – Hans officiella fästmö
- 1950 – Konung Gustaf V in memoriam